# Adolf Rockenmayer
Adolf Rockenmayer (ur. 1891, zm. ?) – zbrodniarz nazistowski, członek załogi niemieckich obozów koncentracyjnych Dachau i Mauthausen-Gusen. SS-Rottenführer.
Członek NSDAP i SS od maja 1933. 1 września 1939 został skierowany do służby w obozie głównym Dachau, ale po krótkim czasie przeniesiono go do Mauthausen, gdzie przebywał od września 1939 do marca 1940. Powrócił następnie do Dachau, gdzie do 17 czerwca 1943 pełnił służbę w magazynie zaopatrzeniowym. W czerwcu 1943 przeniesiono go do Gusen i Ebensee, podobozów KL Mauthausen, gdzie kierował komandami więźniarskimi. W lipcu 1944 jeszcze raz znalazł się w Dachau, gdzie był kierowcą do 28 kwietnia 1945.
W procesie załogi Dachau (US vs. Johann Batoha i inni), który miał miejsce 15 listopada 1946 przed amerykańskim Trybunałem Wojskowym w Dachau skazany został na 3,5 roku pozbawienia wolności.